# Véronique Grandrieux
Pour les articles homonymes, voir Grandrieux (homonymie) et Allard.
Véronique Grandrieux épouse Allard (née le 16 septembre 1952 à Villeneuve-le-Roi) est une athlète française, spécialiste du sprint.

## Biographie
Elle remporte le titre du 400 mètres des championnats de France 1979. Elle améliore par ailleurs à trois reprises le record de France du relais 4 × 100 mètres, en 1978 et 1980, et fait également progresser le record de France en salle du 400 m.
Elle participe aux Jeux olympiques de 1980, à Moscou, où elle se classe cinquième du relais 4 × 100 m en compagnie de Chantal Réga, Raymonde Naigre et Emma Sulter.

### Palmarès
- 24  sélections en Équipe de France A
- Championnats de France d'athlétisme en salle :
  - vainqueur du 400 m en 1979

### Records
| Épreuve | Performance | Lieu | Date |
| ------- | ----------- | ---- | ---- |
| 100 m   | 11 s 49     |      | 1978 |

## Sources
- Docathlé2003, Fédération française d'athlétisme, 2003, p. 407